# バングラデシュとブルネイの関係
バングラデシュとブルネイの二国間関係について述べる。バングラデシュの少将であるマフムド・フサインは駐ブルネイ高等弁務官である。バングラデシュはブルネイの労働力の供給源の一つである。
両国ともイスラム協力機構とイギリス連邦の加盟国であり、またイスラエルに対しては、国家承認だけではなくイスラエル国民の入国も拒否している点も共通する。

## 歴史
両国間で国交が樹立されたのは、ブルネイが独立を果たした4か月後の1984年5月5日である。1985年7月にはバングラデシュはバンダルスリブガワンに高等弁務官事務所を設置したが、1988年から1997年にかけて閉鎖していたこともある。ブルネイは1999年7月29日、ダッカに高等弁務官事務所を設置した。
両国は2017年11月に実施された協力海上即応訓練に参加した。

## 経済関係
2008年、ブルネイはバングラデシュに労働力の供給を求めた。ブルネイは東南アジアにおいて、バングラデシュ人労働者の居住者数が2番目に多い。2013年、ブルネイは5,038人のバングラデシュ人労働者を雇い入れた。

## 参照
1. ↑  “Air Vice Marshal Mahmud new envoy to Brunei” (英語). The Daily Star. (2016年8月10日) 2018年2月15日閲覧。
2. ↑  “Penniless, they return from Brunei” (英語). The Daily Star. (2015年5月14日) 2018年2月15日閲覧。
3. ↑  “Ambassador Zamir elected to OIC-IPHRC”. dhakatribune.com (Dhaka Tribune) 2018年2月16日閲覧。
4. ↑  “Vatican should help build bridges between Israel and its neighbors”. Crux. (2017年6月2日) 2018年2月16日閲覧。
5. ↑  “SOUTH ASIA”. mofat.gov.bn. 2018年2月15日閲覧。
6. ↑  “Bangladesh High Commission in Brunei Darussalam”. hcbangladesh.org.bn (Bangladesh High Commission) 2018年2月15日閲覧。
7. ↑  Parameswaran, Prashanth. “US, Brunei Launch Maritime Exercise”. The Diplomat 2018年2月16日閲覧。
8. ↑  “Brunei seeks Bangladeshi workers for construction sector” (英語). The Daily Star. (2008年6月30日) 2018年2月15日閲覧。
9. ↑  “Brunei recruited 5,038 Bangladeshis in 2012” (英語). The Daily Star. (2013年1月15日) 2018年2月16日閲覧。